# Antiblemma torrida
Antiblemma torrida är en fjärilsart som beskrevs av Walker 1865. Antiblemma torrida ingår i släktet Antiblemma och familjen nattflyn. Inga underarter finns listade i Catalogue of Life.